# GP2-Serie 2012
Die GP2-Serie 2012 war die achte Saison der GP2-Serie. Es wurden zwölf Rennwochenenden ausgetragen. Die Saison begann am 24. März in Sepang und endete am 23. September in Singapur. Davide Valsecchi gewann die Fahrerwertung.
2012 fand erstmals seit 2007 nicht mehr die GP2-Asia-Serie statt. Stattdessen trat die GP2-Serie wieder außerhalb Europas an.

## Regeländerungen

### Technische Änderungen
Ab der Saison 2012 werden in der GP2-Serie zwei Reifenmischungen angeboten. Wie bisher stehen den Fahrern vier Sätze pro Wochenende zur Verfügung. Davon sind drei von der härteren und einer von der weicheren Mischung. 1 Im Sprintrennen müssen die härteren Reifen verwendet werden, ansonsten dürften die Teams frei entscheiden, wann welcher Reifen zum Einsatz kommt.

### Sportliche Änderungen
Das Punktesystem im Hauptrennen orientiert sich ab der Saison 2012 wieder an dem der FIA, das auch in der Formel 1 verwendet wird. Es werden 25-18-15-12-10-8-6-4-2-1 Punkte an die ersten zehn Piloten vergeben. Im Sprintrennen bekommen die ersten acht Fahrer 15-12-10-8-6-4-2-1 Punkte. Zusätzlich gibt es vier Punkte für den Gewinner des Qualifyings, sowie jeweils zwei Bonuspunkte für den Fahrer, der von den ersten zehn klassifizierten Fahrern die schnellste Rennrunde erzielt.

## Teams und Fahrer
Alle Teams und Fahrer verwendeten das Dallara-Chassis GP2/11, Motoren von Renault-Mecachrome und Reifen von Pirelli.
| Bild                    | Team                    | Auto # | Fahrer              | Rennwochenende | Quelle |
| ----------------------- | ----------------------- | ------ | ------------------- | -------------- | ------ |
| Barwa Addax Team        | Barwa Addax Team        | 01     | Johnny Cecotto jr.  | Alle           | [ 3 ]  |
| Barwa Addax Team        | Barwa Addax Team        | 02     | Josef Král          | 1, 4–10        | [ 4 ]  |
| Barwa Addax Team        | Barwa Addax Team        | 02     | Dani Clos           | 2–3            | [ 5 ]  |
| Barwa Addax Team        | Barwa Addax Team        | 02     | Jake Rosenzweig     | 11–12          | [ 6 ]  |
| DAMS                    | DAMS                    | 03     | Davide Valsecchi    | Alle           | [ 7 ]  |
| DAMS                    | DAMS                    | 04     | Felipe Nasr         | Alle           | [ 8 ]  |
| Racing Engineering      | Racing Engineering      | 05     | Fabio Leimer        | Alle           | [ 9 ]  |
| Racing Engineering      | Racing Engineering      | 06     | Nathanaël Berthon   | Alle           | [ 10 ] |
| iSport International    | iSport International    | 07     | Marcus Ericsson     | Alle           | [ 11 ] |
| iSport International    | iSport International    | 08     | Jolyon Palmer       | Alle           | [ 12 ] |
| Lotus GP                | Lotus GP                | 09     | James Calado        | Alle           | [ 14 ] |
| Lotus GP                | Lotus GP                | 10     | Esteban Gutiérrez   | Alle           | [ 15 ] |
| Caterham Racing         | Caterham Racing         | 11     | Rodolfo González    | Alle           | [ 17 ] |
| Caterham Racing         | Caterham Racing         | 12     | Giedo van der Garde | Alle           | [ 18 ] |
| Scuderia Coloni         | Scuderia Coloni         | 14     | Stefano Coletti     | 1–10           | [ 19 ] |
| Scuderia Coloni         | Scuderia Coloni         | 14     | Luca Filippi        | 11–12          | [ 20 ] |
| Scuderia Coloni         | Scuderia Coloni         | 15     | Fabio Onidi         | Alle           | [ 19 ] |
| Trident Racing          | Trident Racing          | 16     | Stéphane Richelmi   | Alle           | [ 21 ] |
| Trident Racing          | Trident Racing          | 17     | Julian Leal         | Alle           | [ 22 ] |
| Venezuela GP Lazarus    | Venezuela GP Lazarus    | 18     | Fabrizio Crestani   | 1–7            | [ 24 ] |
| Venezuela GP Lazarus    | Venezuela GP Lazarus    | 18     | Sergio Canamasas    | 8–12           | [ 25 ] |
| Venezuela GP Lazarus    | Venezuela GP Lazarus    | 19     | Giancarlo Serenelli | 1–9            | [ 26 ] |
| Venezuela GP Lazarus    | Venezuela GP Lazarus    | 19     | René Binder         | 10–12          | [ 27 ] |
| Rapax                   | Rapax                   | 20     | Ricardo Teixeira    | 1–5, 7–12      | [ 28 ] |
| Rapax                   | Rapax                   | 20     | Tom Dillmann        | 6              | [ 29 ] |
| Rapax                   | Rapax                   | 21     | Tom Dillmann        | 1–5, 8         | [ 28 ] |
| Rapax                   | Rapax                   | 21     | Daniël de Jong      | 6–7, 9–10      | [ 29 ] |
| Rapax                   | Rapax                   | 21     | Stefano Coletti     | 11–12          | [ 20 ] |
| Arden International     | Arden International     | 22     | Simon Trummer       | Alle           | [ 30 ] |
| Arden International     | Arden International     | 23     | Luiz Razia          | Alle           | [ 31 ] |
| Ocean Racing Technology | Ocean Racing Technology | 24     | Jon Lancaster       | 1              | [ 32 ] |
| Ocean Racing Technology | Ocean Racing Technology | 24     | Brendon Hartley     | 2–3            | [ 33 ] |
| Ocean Racing Technology | Ocean Racing Technology | 24     | Víctor Guerin       | 4–12           | [ 34 ] |
| Ocean Racing Technology | Ocean Racing Technology | 25     | Nigel Melker        | Alle           | [ 35 ] |
| Carlin                  | Carlin                  | 26     | Max Chilton         | Alle           | [ 36 ] |
| Carlin                  | Carlin                  | 27     | Rio Haryanto        | Alle           | [ 36 ] |

### Änderungen bei den Fahrern
Die folgende Auflistung enthält alle Fahrer, die an der GP2-Serie 2011 teilgenommen haben und in der Saison 2012 nicht für dasselbe Team wie 2011 starteten.
Fahrer, die ihr Team gewechselt haben:
- Johnny Cecotto jr.: Ocean Racing Technology → Barwa Addax Team
- Dani Clos: Racing Engineering → Barwa Addax Team
- Stefano Coletti: Trident Racing → Scuderia Coloni
- Giedo van der Garde: Barwa Addax Team → Caterham Racing
- Rodolfo González: Trident Racing → Caterham Racing
- Josef Král: Arden International → Barwa Addax Team
- Julian Leal: Rapax → Trident Racing
- Fabio Leimer: Rapax → Racing Engineering
- Jolyon Palmer: Arden International → iSport International
- Luiz Razia: Caterham Team AirAsia → Arden International
- Davide Valsecchi: Caterham Team AirAsia → DAMS

Fahrer, die in die GP2-Serie einsteigen bzw. zurückkehren:
- Nathanaël Berthon: Formel Renault 3.5 (ISR) → Racing Engineering
- René Binder: Deutscher Formel-3-Cup (Jo Zeller Racing) → Venezuela GP Lazarus
- Sergio Canamasas: Formel Renault 3.5 (BVM Target) → Venezuela GP Lazarus
- James Calado: GP3-Serie (Lotus ART) → Lotus GP
- Fabrizio Crestani: Auto GP (Lazarus) → Venezuela GP Lazarus
- Tom Dillmann: GP3-Serie (Addax Team) → Rapax
- Víctor Guerin: Italienische Formel-3-Meisterschaft (Lucidi Motors) → Ocean Racing Technology
- Rio Haryanto: GP3-Serie (Marussia Manor Racing) → Carlin
- Daniël de Jong: Formel Renault 3.5 (Comtec Racing) → Rapax
- Jon Lancaster: Auto GP (SuperNova) → Ocean Racing Technology
- Nigel Melker: GP3-Serie (RSC Mücke Motorsport) → Ocean Racing Technology
- Felipe Nasr: Britische Formel-3-Meisterschaft (Carlin) → DAMS
- Fabio Onidi: Auto GP (Lazarus) → Scuderia Coloni
- Jake Rosenzweig: Formel Renault 3.5 (Mofaz Racing) → Barwa Addax Team
- Giancarlo Serenelli: LATAM Challenge Series (Re Racing) → Venezuela GP Lazarus
- Ricardo Teixeira: Formel-1-Testfahrer (Team Lotus) → Rapax
- Simon Trummer: GP3-Serie (MW Arden) → Arden International

Fahrer, die die GP2-Serie verlassen haben:
- Michail Aljoschin: Carlin → Formel Renault 3.5 (RFR)
- Jules Bianchi: Lotus ART → Formel Renault 3.5 (Tech 1 Racing)
- Sam Bird: iSport International → Formel Renault 3.5 (ISR)
- Adam Carroll: Super Nova Racing → FIA-GT1-Weltmeisterschaft (Belgian Audi Club Team WRT)
- Kevin Ceccon: Scuderia Coloni → GP3-Serie (Ocean Racing Technology)
- Fairuz Fauzy: Super Nova Racing → keine Rennsportaktivität 2012
- Romain Grosjean: DAMS → Formel 1 (Lotus F1 Team)
- Michael Herck: Scuderia Coloni → keine Rennsportaktivität 2012
- Kevin Mirocha: Ocean Racing Technology → FIA-Formel-2-Meisterschaft
- Álvaro Parente: Carlin → FIA-GT1-Weltmeisterschaft (Hexis Racing)
- Charles Pic: Barwa Addax Team → Formel 1 (Marussia F1 Team)
- Davide Rigon: Scuderia Coloni → Blancpain Endurance Series (Kessel Racing)
- Oliver Turvey: Carlin → Formel-1-Testfahrer (Vodafone McLaren Mercedes)
- Pål Varhaug: DAMS → Auto GP (Virtuosi Racing UK)
- Christian Vietoris: Racing Engineering → DTM (HWA AG)

### Änderungen bei den Teams
- Das Caterham Team AirAsia tritt ab der Saison 2012 als Caterham Racing an.[16]
- ART Grand Prix drückt die Verbindung zum Automobilhersteller Lotus ab der Saison 2012 deutlicher aus und meldete das Team anstelle von Lotus ART als Lotus GP. Anstatt der Lackierung im British Racing Green trat das Team wie alle Lotus-Werksteams 2012 mit schwarz-goldenem Farbschema an.[13]
- Super Nova Racing stieg zur neuen Saison aus der GP2-Serie aus. Das Team trat von 1994 bis 2004 in der Formel 3000 an und gehörte zu den Teams, die seit der Gründung der GP2-Serie 2005 in jeder Saison dabei waren. Der Startplatz wurde für die Saison 2012 und 2013 an das italienische Team Lazarus, das bisher in der Auto GP aktiv war, vergeben. Das Team tritt unter dem Namen Venezuela GP Lazarus an.[23]

## Rennkalender

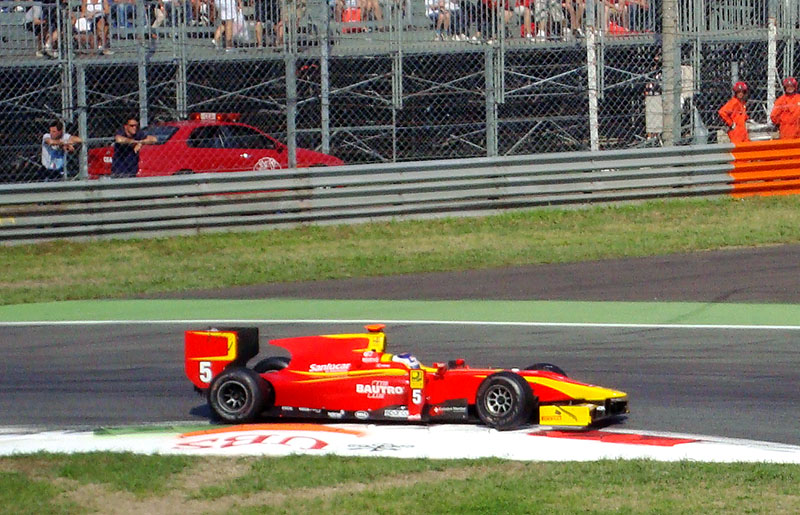
Fabio Leimer in Monza 2012

2012 fanden zwölf Rennwochenenden statt, acht davon in Europa. Erstmals wurde ein GP2-Rennwochenende auf dem Marina Bay Street Circuit in Singapur ausgetragen. Die Rennen in Sepang und as-Sachir kehrten in den Rennkalender zurück, allerdings fanden erstere erstmals im Rahmen der Hauptserie statt. Zuvor waren beide Veranstaltungen im Kalender der GP2-Asia-Serie. Das deutsche Rennen wechselte vom Nürburgring zurück nach Hockenheim. Bis auf die dritte Veranstaltung in as-Sachir fanden alle Rennwochenenden im Rahmen der Formel-1-Grand-Prix-Wochenenden statt. Der Istanbul Park Circuit wurde aus dem Rennkalender gestrichen und auch auf dem Yas Marina Circuit und dem Autodromo Enzo e Dino Ferrari, wo 2011 GP2-Rennen waren, wurde keine Veranstaltung ausgetragen.
Alle Hauptrennen fanden am Samstag, und alle Sprintrennen am Sonntag statt. Eine Ausnahme bildete die Veranstaltung in Monaco, wo das Haupt- am Freitag und das Sprintrennen am Samstag ausgetragen wurden.
| Nr. | Datum         | Rennstrecke                                      | Sieger              | Zweiter             | Dritter             | Pole-Position       | Schnellste Rennrunde |
| --- | ------------- | ------------------------------------------------ | ------------------- | ------------------- | ------------------- | ------------------- | -------------------- |
| 01. | 24. März      | Sepang International Circuit (Sepang)            | Luiz Razia          | Davide Valsecchi    | Max Chilton         | Davide Valsecchi    | Davide Valsecchi     |
| 02. | 25. März      | Sepang International Circuit (Sepang)            | James Calado        | Esteban Gutiérrez   | Felipe Nasr         |                     | Fabrizio Crestani    |
| 03. | 21. April     | Bahrain International Circuit (as-Sachir)        | Davide Valsecchi    | Luiz Razia          | Esteban Gutiérrez   | Davide Valsecchi    | Davide Valsecchi     |
| 04. | 22. April     | Bahrain International Circuit (as-Sachir)        | Davide Valsecchi    | Esteban Gutiérrez   | James Calado        |                     | Giedo van der Garde  |
| 05. | 27. April     | Bahrain International Circuit (as-Sachir)        | Davide Valsecchi    | Fabio Leimer        | Giedo van der Garde | Giedo van der Garde | James Calado         |
| 06. | 28. April     | Bahrain International Circuit (as-Sachir)        | Tom Dillmann        | Luiz Razia          | Davide Valsecchi    |                     | Jolyon Palmer        |
| 07. | 12. Mai       | Circuit de Barcelona-Catalunya (Montmeló)        | Giedo van der Garde | James Calado        | Stefano Coletti     | James Calado        | Esteban Gutiérrez    |
| 08. | 13. Mai       | Circuit de Barcelona-Catalunya (Montmeló)        | Luiz Razia          | Nathanaël Berthon   | Davide Valsecchi    |                     | Victor Guerin        |
| 09. | 25. Mai       | Circuit de Monaco (Monte Carlo)                  | Johnny Cecotto jr.  | Marcus Ericsson     | Giedo van der Garde | Johnny Cecotto jr.  | Stefano Coletti      |
| 10. | 26. Mai       | Circuit de Monaco (Monte Carlo)                  | Jolyon Palmer       | Max Chilton         | Giedo van der Garde |                     | Luiz Razia           |
| 11. | 23. Juni      | Valencia Street Circuit (Valencia)               | Esteban Gutiérrez   | Marcus Ericsson     | Luiz Razia          | James Calado        | Esteban Gutiérrez    |
| 12. | 24. Juni      | Valencia Street Circuit (Valencia)               | Luiz Razia          | James Calado        | Fabio Leimer        |                     | Felipe Nasr          |
| 13. | 07. Juli      | Silverstone Circuit (Silverstone)                | Esteban Gutiérrez   | Johnny Cecotto jr.  | Jolyon Palmer       | Fabio Leimer        | Esteban Gutiérrez    |
| 14. | 08. Juli      | Silverstone Circuit (Silverstone)                | Luiz Razia          | Davide Valsecchi    | Felipe Nasr         |                     | Julian Leal          |
| 15. | 21. Juli      | Hockenheimring Baden-Württemberg (Hockenheim)    | Johnny Cecotto jr.  | Fabio Leimer        | Stéphane Richelmi   | Giedo van der Garde | Fabio Onidi          |
| 16. | 22. Juli      | Hockenheimring Baden-Württemberg (Hockenheim)    | James Calado        | Giedo van der Garde | Felipe Nasr         |                     | Stéphane Richelmi    |
| 17. | 28. Juli      | Hungaroring (Mogyoród)                           | Max Chilton         | Davide Valsecchi    | Luiz Razia          | Max Chilton         | Simon Trummer        |
| 18. | 29. Juli      | Hungaroring (Mogyoród)                           | Esteban Gutiérrez   | Nathanaël Berthon   | Luiz Razia          |                     | Esteban Gutiérrez    |
| 19. | 01. September | Circuit de Spa-Francorchamps (Spa-Francorchamps) | Marcus Ericsson     | James Calado        | Davide Valsecchi    | Rio Haryanto        | Esteban Gutiérrez    |
| 20. | 02. September | Circuit de Spa-Francorchamps (Spa-Francorchamps) | Josef Král          | Felipe Nasr         | James Calado        |                     | Max Chilton          |
| 21. | 08. September | Autodromo Nazionale Monza (Monza)                | Luca Filippi        | Johnny Cecotto jr.  | Marcus Ericsson     | Max Chilton         | Fabio Leimer         |
| 22. | 09. September | Autodromo Nazionale Monza (Monza)                | Davide Valsecchi    | Fabio Leimer        | Jolyon Palmer       |                     | Luca Filippi         |
| 23. | 22. September | Marina Bay Street Circuit (Singapur)             | Max Chilton         | Esteban Gutiérrez   | Fabio Leimer        | Luca Filippi        | Luca Filippi         |
| 24. | 23. September | Marina Bay Street Circuit (Singapur)             | Giedo van der Garde | Marcus Ericsson     | Fabio Leimer        |                     | Nathanaël Berthon    |

## Wertungen

### Punktesystem
Beim Hauptrennen (HAU) bekamen die ersten zehn des Rennens 25, 18, 15, 12, 10, 8, 6, 4, 2 bzw. 1 Punkt(e). Beim Sprintrennen (SPR) erhielten die ersten acht des Rennens 15, 12, 10, 8, 6, 4, 2 bzw. 1 Punkt(e). Zusätzlich erhielt der Gewinner des Qualifyings, der im Hauptrennen von der Pole-Position startete, vier Punkte. Der Fahrer, der von den ersten zehn klassifizierten Fahrern die schnellste Rennrunde erzielte, erhielt zwei Punkte.
| Punkteverteilung | Punkteverteilung | Punkteverteilung | Punkteverteilung | Punkteverteilung | Punkteverteilung | Punkteverteilung | Punkteverteilung | Punkteverteilung | Punkteverteilung | Punkteverteilung | Punkteverteilung | Punkteverteilung |
| ---------------- | ---------------- | ---------------- | ---------------- | ---------------- | ---------------- | ---------------- | ---------------- | ---------------- | ---------------- | ---------------- | ---------------- | ---------------- |
| Platz            | 1                | 2                | 3                | 4                | 5                | 6                | 7                | 8                | 9                | 10               | PP               | SR               |
| Hauptrennen      | 25               | 18               | 15               | 12               | 10               | 8                | 6                | 4                | 2                | 1                | 4                | 2                |
| Sprintrennen     | 10               | 8                | 6                | 5                | 4                | 3                | 2                | 1                | 0                | 0                | –                | 2                |

### Fahrerwertung
| Pos. | Fahrer           | MAS | MAS | BH1 | BH1 | BH2 | BH2 | ESP | ESP | MCO | MCO | ESP | ESP | GBR | GBR | GER | GER | HUN | HUN | BEL | BEL | ITA | ITA | SIN | SIN | Punkte |
| Pos. | Fahrer           | HAU | SPR | HAU | SPR | HAU | SPR | HAU | SPR | HAU | SPR | HAU | SPR | HAU | SPR | HAU | SPR | HAU | SPR | HAU | SPR | HAU | SPR | HAU | SPR | Punkte |
| ---- | ---------------- | --- | --- | --- | --- | --- | --- | --- | --- | --- | --- | --- | --- | --- | --- | --- | --- | --- | --- | --- | --- | --- | --- | --- | --- | ------ |
| 01   | D. Valsecchi     | 2   | DNF | 1   | 1   | 1   | 3   | 4   | 3   | 4   | DNF | 18  | 10  | 7   | 2   | 13  | 7   | 2   | 4   | 3   | DNF | 6   | 1   | 4   | 5   | 247    |
| 02   | L. Razia         | 1   | 5   | 2   | 4   | 4   | 2   | 8   | 1   | 15  | 6   | 3   | 1   | 5   | 1   | 7   | 10  | 3   | 3   | 6   | 20  | DNF | 16  | 5   | 4   | 222    |
| 03   | E. Gutiérrez     | 7   | 2   | 3   | 2   | 10  | 4   | 10  | 7   | 23* | 8   | 1   | DNF | 1   | 4   | 10  | 5   | 8   | 1   | 11  | 13  | 9   | DNF | 2   | 6   | 176    |
| 04   | M. Chilton       | 3   | 7   | 4   | 5   | 5   | 13  | 7   | 5   | 5   | 2   | 7   | 4   | 9   | 19* | 14  | DNF | 1   | 11  | 12  | 22  | 4   | 6   | 1   | 19  | 169    |
| 05   | J. Calado        | 8   | 1   | 5   | 3   | 16  | 12  | 2   | 4   | 7   | DNF | 8   | 2   | DNF | 20* | 8   | 1   | 4   | 6   | 2   | 3   | 12  | 14  | DNF | 10  | 160    |
| 06   | G. van der Garde | 9   | 4   | DNF | 9   | 3   | 19  | 1   | 6   | 3   | 3   | 11  | 6   | 8   | 21* | 5   | 2   | 5   | 10  | 5   | 21  | DNF | 10  | 8   | 1   | 160    |
| 07   | F. Leimer        | 4   | 6   | 7   | 12  | 2   | 8   | 12  | 11  | 18  | DNF | 4   | 3   | 14  | 9   | 2   | 4   | 9   | 14  | DNF | 5   | 5   | 2   | 3   | 3   | 152    |
| 08   | M. Ericsson      | 13  | DNF | 13  | 16  | 7   | 7   | 13  | 22  | 2   | 4   | 2   | DNF | 21  | 7   | 11  | 15  | 18  | DNF | 1   | 4   | 3   | 7   | 7   | 2   | 124    |
| 09   | J. Cecotto       | DNF | 22  | DNF | 22* | 9   | DNF | 18  | 13  | 1   | DNF | DSQ | DNF | 2   | 18* | 1   | 6   | DNF | DNF | 17  | DNF | 2   | 5   | DNF | 9   | 104    |
| 10   | F. Nasr          | 6   | 3   | DNF | 6   | 11  | 5   | 11  | 9   | 17  | DNF | DNF | 14  | 6   | 3   | 4   | 3   | 25* | 8   | 8   | 2   | DNF | 21  | 6   | 7   | 95     |
| 11   | J. Palmer        | 17  | 12  | DNS | 7   | 24* | 22  | 9   | DNS | 6   | 1   | DNF | DNF | 3   | 5   | 18  | 18  | 6   | 5   | DNF | 10  | 7   | 3   | DNF | DNF | 78     |
| 12   | N. Berthon       | 11  | 8   | 21* | DNF | 12  | 10  | 5   | 2   | 9   | 7   | 6   | 5   | 12  | 14  | 15  | 9   | 7   | 2   | 14  | 19  | 15  | 15  | 10  | 15  | 60     |
| 13   | S. Coletti       | 5   | 23* | DNF | 23* | 21  | 18  | 3   | 8   | 10  | DNF | 9   | DNF | DNF | DNF | 20  | 19  | 10  | 9   | 20* | 8   | 8   | 4   | 13  | 8   | 50     |
| 14   | R. Haryanto      | 12  | 10  | 9   | 15  | 6   | 6   | 16  | 15  | 14  | 11  | 5   | DNF | 10  | 12  | 17  | 11  | 12  | 7   | 10  | 7   | 19  | 12  | 9   | 11  | 38     |
| 15   | T. Dillmann      | 18  | 11  | 6   | 10  | 8   | 1   | 22  | 12  | 11  | DNF | DNF | 12  |     |     | 9   | DNF |     |     |     |     |     |     |     |     | 29     |
| 16   | L. Filippi       |     |     |     |     |     |     |     |     |     |     |     |     |     |     |     |     |     |     |     |     | 1   | 22  | DNF | DNS | 29     |
| 17   | J. Král          | 14  | 9   |     |     |     |     | 20  | 16  | DNF | 10  | DSQ | 11  | 16  | 10  | 12  | 13  | 24* | 17  | 4   | 1   |     |     |     |     | 27     |
| 18   | S. Richelmi      | 19  | 19  | 11  | DNF | 17  | 17  | 21  | 19  | 8   | DNF | 14  | DNF | 13  | DNF | 3   | 21  | 17  | 21  | 9   | 6   | 13  | 9   | 14  | 22* | 25     |
| 19   | N. Melker        | 16  | 14  | 20* | 18  | 19  | 11  | 14  | 24  | DNF | 12  | DNF | 13  | 4   | 6   | 6   | 8   | 14  | 18  | DNF | DNS | 11  | DNF | 12  | 12  | 25     |
| 20   | F. Onidi         | 20  | 13  | 8   | 14  | 20  | 9   | 6   | 18  | DNF | DNF | 13  | 17  | 22  | 8   | 19  | 22  | 11  | 24  | 16  | 12  | 21  | DNF | DNF | 20  | 13     |
| 21   | J. Leal          | 15  | 15  | 12  | 17  | 15  | 14  | 24  | 17  | 21  | DNF | 12  | 8   | 20  | 17  | 21  | 12  | 16  | 15  | 7   | 9   | 10  | 8   | 11  | 16  | 9      |
| 22   | R. González      | DNF | 18  | 15  | 21  | 18  | 15  | 15  | 14  | 13  | 5   | 15  | 15  | 23  | DNF | 23  | 20  | 23  | 16  | DNF | 14  | 22  | 20  | DNF | 18  | 6      |
| 23   | S. Trummer       | 22  | 16  | 16  | 8   | 14  | 24* | 23  | 20  | 12  | 9   | 10  | 7   | 15  | 11  | 16  | 17  | 13  | 13  | 15  | 16  | 16  | 17  | DNF | 14  | 4      |
| 24   | F. Crestani      | 10  | 21  | 14  | 19  | DNF | 23  | 17  | 10  | 19  | DNF | DNF | DNF | 11  | 22* |     |     |     |     |     |     |     |     |     |     | 1      |
| 25   | B. Hartley       |     |     | 10  | DNF | 13  | 16  |     |     |     |     |     |     |     |     |     |     |     |     |     |     |     |     |     |     | 1      |
| 26   | D. de Jong       |     |     |     |     |     |     |     |     |     |     | 16  | 9   | DNF | 13  |     |     | 15  | 19  | 13  | 11  |     |     |     |     | 0      |
| 27   | S. Canamasas     |     |     |     |     |     |     |     |     |     |     |     |     |     |     | 22  | 14  | 22  | 12  | DNF | DNF | 14  | 11  | 16  | DSQ | 0      |
| 28   | D. Clos          |     |     | 19* | 11  | DNF | DNF |     |     |     |     |     |     |     |     |     |     |     |     |     |     |     |     |     |     | 0      |
| 29   | R. Teixeira      | 21  | 24* | 17  | 13  | 23  | 20  | DNF | 23  | 20  | DNF | INJ | INJ | 18  | 15  | DSQ | 16  | 19  | 20  | 18  | 15  | 20  | 18  | 17  | 21  | 0      |
| 30   | V. Guerin        |     |     |     |     |     |     | 19  | 21  | 16  | DNF | 17  | 18  | 17  | DNF | DNF | 23  | 21  | 23  | DNF | 18  | 23  | DNF | DNF | 13  | 0      |
| 31   | R. Binder        |     |     |     |     |     |     |     |     |     |     |     |     |     |     |     |     |     |     | 19  | 17  | 17  | 13  | DNF | DNF | 0      |
| 32   | J. Rosenzweig    |     |     |     |     |     |     |     |     |     |     |     |     |     |     |     |     |     |     |     |     | 18  | 19  | 15  | 17  | 0      |
| 33   | G. Serenelli     | 23  | 20  | 18  | 20  | 22  | 21  | 25  | DNF | 22  | DNF | DNF | 16  | 19  | 16  | 24  | DNF | 20  | 22  | INJ | INJ | INJ | INJ |     |     | 0      |
| 34   | J. Lancaster     | DNF | 17  |     |     |     |     |     |     |     |     |     |     |     |     |     |     |     |     |     |     |     |     |     |     | 0      |
| Pos. | Fahrer           | HAU | SPR | HAU | SPR | HAU | SPR | HAU | SPR | HAU | SPR | HAU | SPR | HAU | SPR | HAU | SPR | HAU | SPR | HAU | SPR | HAU | SPR | HAU | SPR | Punkte |
| Pos. | Fahrer           | MAS | MAS | BH1 | BH1 | BH2 | BH2 | ESP | ESP | MCO | MCO | ESP | ESP | GBR | GBR | GER | GER | HUN | HUN | BEL | BEL | ITA | ITA | SIN | SIN | Punkte |

| Legende  | Legende            | Legende                                                          |
| Farbe    | Abkürzung          | Bedeutung                                                        |
| -------- | ------------------ | ---------------------------------------------------------------- |
| Gold     | –                  | Sieg                                                             |
| Silber   | –                  | 2. Platz                                                         |
| Bronze   | –                  | 3. Platz                                                         |
| Grün     | –                  | Platzierung in den Punkten                                       |
| Blau     | –                  | Klassifiziert außerhalb der Punkteränge                          |
| Violett  | DNF                | Rennen nicht beendet (did not finish)                            |
| Violett  | NC                 | nicht klassifiziert (not classified)                             |
| Rot      | DNQ                | nicht qualifiziert (did not qualify)                             |
| Rot      | DNPQ               | in Vorqualifikation gescheitert (did not pre-qualify)            |
| Schwarz  | DSQ                | disqualifiziert (disqualified)                                   |
| Weiß     | DNS                | nicht am Start (did not start)                                   |
| Weiß     | WD                 | zurückgezogen (withdrawn)                                        |
| Hellblau | PO                 | nur am Training teilgenommen (practiced only)                    |
| Hellblau | TD                 | Freitags-Testfahrer (test driver)                                |
| ohne     | DNP                | nicht am Training teilgenommen (did not practice)                |
| ohne     | INJ                | verletzt oder krank (injured)                                    |
| ohne     | EX                 | ausgeschlossen (excluded)                                        |
| ohne     | DNA                | nicht erschienen (did not arrive)                                |
| ohne     | C                  | Rennen abgesagt (cancelled)                                      |
| ohne     | keine WM-Teilnahme |                                                                  |
| sonstige | P/fett             | Pole-Position                                                    |
| sonstige | 1/2/3/4/5/6/7/8    | Punktplatzierung im Sprint-/Qualifikationsrennen                 |
| sonstige | SR/kursiv          | Schnellste Rennrunde                                             |
| sonstige | *                  | nicht im Ziel, aufgrund der zurückgelegten Distanz aber gewertet |
| sonstige | ()                 | Streichresultate                                                 |
| sonstige | unterstrichen      | Führender in der Gesamtwertung                                   |

### Teamwertung
| Pos. | Team                    | Auto # | MAS | MAS | BH1 | BH1 | BH2 | BH2 | ESP | ESP | MCO | MCO | ESP | ESP | GBR | GBR | GER | GER | HUN | HUN | BEL | BEL | ITA | ITA | SIN | SIN | Punkte |
| Pos. | Team                    | Auto # | HAU | SPR | HAU | SPR | HAU | SPR | HAU | SPR | HAU | SPR | HAU | SPR | HAU | SPR | HAU | SPR | HAU | SPR | HAU | SPR | HAU | SPR | HAU | SPR | Punkte |
| ---- | ----------------------- | ------ | --- | --- | --- | --- | --- | --- | --- | --- | --- | --- | --- | --- | --- | --- | --- | --- | --- | --- | --- | --- | --- | --- | --- | --- | ------ |
| 01   | DAMS                    | 03     | 2   | DNF | 1   | 1   | 1   | 3   | 4   | 3   | 4   | DNF | 18  | 10  | 7   | 2   | 13  | 7   | 2   | 4   | 3   | DNF | 6   | 1   | 4   | 5   | 342    |
| 01   | DAMS                    | 04     | 4   | 3   | DNF | 6   | 11  | 5   | 11  | 9   | 17  | DNF | DNF | 14  | 6   | 3   | 4   | 3   | 25* | 8   | 8   | 2   | DNF | 21  | 6   | 7   | 342    |
| 02   | Lotus GP                | 09     | 8   | 1   | 5   | 3   | 16  | 12  | 2   | 4   | 7   | DNF | 8   | 2   | DNF | 20* | 8   | 1   | 4   | 6   | 2   | 3   | 12  | 14  | DNF | 10  | 336    |
| 02   | Lotus GP                | 10     | 7   | 2   | 3   | 2   | 10  | 4   | 10  | 7   | 23* | 8   | 1   | DNF | 1   | 4   | 10  | 5   | 8   | 1   | 11  | 13  | 9   | DNF | 2   | 6   | 336    |
| 03   | Arden International     | 22     | 22  | 16  | 16  | 8   | 14  | 24* | 23  | 20  | 12  | 9   | 10  | 7   | 15  | 11  | 16  | 17  | 13  | 13  | 15  | 16  | 16  | 17  | DNF | 14  | 226    |
| 03   | Arden International     | 23     | 1   | 5   | 2   | 4   | 4   | 2   | 8   | 1   | 15  | 6   | 3   | 1   | 5   | 1   | 7   | 10  | 3   | 3   | 6   | 20  | DNF | 16  | 5   | 4   | 226    |
| 04   | Racing Engineering      | 05     | 4   | 6   | 7   | 12  | 2   | 8   | 12  | 11  | 18  | DNF | 4   | 3   | 14  | 9   | 2   | 4   | 9   | 14  | DNF | 5   | 5   | 2   | 3   | 3   | 212    |
| 04   | Racing Engineering      | 06     | 11  | 8   | 21* | DNF | 12  | 10  | 5   | 2   | 9   | 7   | 6   | 5   | 12  | 14  | 15  | 9   | 7   | 2   | 14  | 19  | 15  | 15  | 10  | 15  | 212    |
| 05   | Carlin                  | 26     | 3   | 7   | 4   | 5   | 5   | 13  | 7   | 5   | 5   | 2   | 7   | 4   | 9   | 19* | 14  | DNF | 1   | 11  | 12  | 22  | 4   | 6   | 1   | 19  | 207    |
| 05   | Carlin                  | 27     | 12  | 10  | 9   | 15  | 6   | 6   | 16  | 15  | 14  | 11  | 5   | DNF | 10  | 12  | 17  | 11  | 12  | 7   | 10  | 7   | 19  | 12  | 9   | 11  | 207    |
| 06   | iSport International    | 07     | 13  | DNF | 13  | 16  | 7   | 7   | 13  | 22  | 2   | 4   | 2   | DNF | 21  | 7   | 11  | 15  | 18  | DNF | 1   | 4   | 3   | 7   | 7   | 2   | 202    |
| 06   | iSport International    | 08     | 17  | 12  | DNS | 7   | 24* | 22  | 9   | DNS | 6   | 1   | DNF | DNF | 3   | 5   | 18  | 18  | 6   | 5   | DNF | 10  | 7   | 3   | DNF | DNF | 202    |
| 07   | Caterham Racing         | 11     | DNF | 18  | 15  | 21  | 18  | 15  | 15  | 14  | 13  | 5   | 15  | 15  | 23  | DNF | 23  | 20  | 23  | 16  | DNF | 14  | 22  | 20  | 8   | 1   | 166    |
| 07   | Caterham Racing         | 12     | 9   | 4   | DNF | 9   | 3   | 19  | 1   | 6   | 3   | 3   | 11  | 6   | 8   | 21* | 5   | 2   | 5   | 10  | 5   | 21  | DNF | 10  | DNF | 18  | 166    |
| 08   | Barwa Addax Team        | 01     | DNF | 22  | DNF | 22* | 9   | DNF | 18  | 13  | 1   | DNF | DSQ | DNF | 2   | 18* | 1   | 6   | DNF | DNF | 17  | DNF | 2   | 5   | DNF | 9   | 131    |
| 08   | Barwa Addax Team        | 02     | 14  | 9   | 19* | 11  | DNF | DNF | 20  | 16  | DNF | 10  | DSQ | 11  | 16  | 10  | 12  | 13  | 24* | 17  | 4   | 1   | 18  | 19  | 15  | 17  | 131    |
| 09   | Rapax                   | 20     | 21  | 24* | 17  | 13  | 23  | 20  | DNF | 23  | 20  | DNF | DNF | 12  | 18  | 15  | DSQ | 16  | 19  | 20  | 18  | 15  | 20  | 18  | 17  | 21  | 44     |
| 09   | Rapax                   | 21     | 18  | 11  | 6   | 10  | 8   | 1   | 22  | 12  | 11  | DNF | 16  | 9   | DNF | 13  | 9   | DNF | 15  | 19  | 13  | 11  | 8   | 4   | 13  | 8   | 44     |
| 10   | Trident Racing          | 16     | 19  | 19  | 11  | DNF | 17  | 17  | 21  | 19  | 8   | DNF | 14  | DNF | 13  | DNF | 3   | 21  | 17  | 21  | 9   | 6   | 13  | 9   | 14  | 22* | 34     |
| 10   | Trident Racing          | 17     | 15  | 15  | 12  | 17  | 15  | 14  | 24  | 17  | 21  | DNF | 12  | 8   | 20  | 17  | 21  | 12  | 16  | 15  | 7   | 9   | 10  | 8   | 11  | 16  | 34     |
| 11   | Ocean Racing Technology | 24     | DNF | 17  | 10  | DNF | 13  | 16  | 19  | 21  | 16  | 12  | 17  | 18  | 17  | DNF | DNF | 23  | 21  | 23  | DNF | 18  | 23  | DNF | DNF | 13  | 26     |
| 11   | Ocean Racing Technology | 25     | 16  | 14  | 20* | 18  | 19  | 11  | 14  | 24  | DNF | DNF | DNF | 13  | 4   | 6   | 6   | 8   | 14  | 18  | DNF | DNS | 11  | DNF | 12  | 12  | 26     |
| 12   | Venezuela GP Lazarus    | 18     | 10  | 21  | 14  | 19  | DNF | 23  | 17  | 10  | 19  | DNF | DNF | DNF | 11  | 22* | 22  | 14  | 22  | 12  | DNF | DNF | 14  | 11  | 16  | DSQ | 1      |
| 12   | Venezuela GP Lazarus    | 19     | 23  | 20  | 18  | 20  | 22  | 21  | 25  | DNF | 22  | DNF | DNF | 16  | 19  | 16  | 24  | DNF | 20  | 22  | 19  | 17  | 17  | 13  | DNF | DNF | 1      |
| DSQ  | Scuderia Coloni         | 14     | 5   | 23* | DNF | 23* | 21  | 18  | 3   | 8   | 10  | DNF | 9   | DNF | DNF | DNF | 20  | 19  | 10  | 9   | 20* | 8   | 1   | 22  | DNF | DNS | – (77) |
| DSQ  | Scuderia Coloni         | 15     | 20  | 13* | 8   | 14  | 20  | 9   | 6   | 18  | DNF | DNF | 13  | 17  | 22  | 8   | 19  | 22  | 11  | 24  | 16  | 12  | 21  | DNF | DNF | 20  | – (77) |
| Pos. | Team                    | Auto # | HAU | SPR | HAU | SPR | HAU | SPR | HAU | SPR | HAU | SPR | HAU | SPR | HAU | SPR | HAU | SPR | HAU | SPR | HAU | SPR | HAU | SPR | HAU | SPR | Punkte |
| Pos. | Team                    | Auto # | MAS | MAS | BH1 | BH1 | BH2 | BH2 | ESP | ESP | MCO | MCO | ESP | ESP | GBR | GBR | GER | GER | HUN | HUN | BEL | BEL | ITA | ITA | SIN | SIN | Punkte |

| Legende  | Legende            | Legende                                                          |
| Farbe    | Abkürzung          | Bedeutung                                                        |
| -------- | ------------------ | ---------------------------------------------------------------- |
| Gold     | –                  | Sieg                                                             |
| Silber   | –                  | 2. Platz                                                         |
| Bronze   | –                  | 3. Platz                                                         |
| Grün     | –                  | Platzierung in den Punkten                                       |
| Blau     | –                  | Klassifiziert außerhalb der Punkteränge                          |
| Violett  | DNF                | Rennen nicht beendet (did not finish)                            |
| Violett  | NC                 | nicht klassifiziert (not classified)                             |
| Rot      | DNQ                | nicht qualifiziert (did not qualify)                             |
| Rot      | DNPQ               | in Vorqualifikation gescheitert (did not pre-qualify)            |
| Schwarz  | DSQ                | disqualifiziert (disqualified)                                   |
| Weiß     | DNS                | nicht am Start (did not start)                                   |
| Weiß     | WD                 | zurückgezogen (withdrawn)                                        |
| Hellblau | PO                 | nur am Training teilgenommen (practiced only)                    |
| Hellblau | TD                 | Freitags-Testfahrer (test driver)                                |
| ohne     | DNP                | nicht am Training teilgenommen (did not practice)                |
| ohne     | INJ                | verletzt oder krank (injured)                                    |
| ohne     | EX                 | ausgeschlossen (excluded)                                        |
| ohne     | DNA                | nicht erschienen (did not arrive)                                |
| ohne     | C                  | Rennen abgesagt (cancelled)                                      |
| ohne     | keine WM-Teilnahme |                                                                  |
| sonstige | P/fett             | Pole-Position                                                    |
| sonstige | 1/2/3/4/5/6/7/8    | Punktplatzierung im Sprint-/Qualifikationsrennen                 |
| sonstige | SR/kursiv          | Schnellste Rennrunde                                             |
| sonstige | *                  | nicht im Ziel, aufgrund der zurückgelegten Distanz aber gewertet |
| sonstige | ()                 | Streichresultate                                                 |
| sonstige | unterstrichen      | Führender in der Gesamtwertung                                   |

- Die Scuderia Coloni wurde zum Rennwochenende in Silverstone aus der Teamwertung genommen und ist für die gesamte Saison rückwirkend nicht punkteberechtigt. Auslöser war die Ausstiegsankündigung von Coloni zum Saisonende.[39]